# 金教献
金 教献（キム キョホン、김교헌、改名して金献（キム・ヒョン、김헌）、1868年 - 1923年）は大倧教の第2代教主、日本統治時代の独立運動家。本貫は慶州金氏。字は伯猷、号は茂園。

## 生涯
京畿道水原市で出生した。漢城府で育ち、1885年には文科に及第、成均館に入学した。
1898年には独立協会に加入して活動し、万民共同会運動にも参加した。1909年以後、大倧教に加入し、1909年には奎章閣副提学、1910年には嘉善大夫を務め、1916年羅喆で引き続き大宗教教主になった。
1918年12月には大宗教人で北路軍政署を組織して1920年の青山里戦闘に寄与した。以後独立運動が難しくなり、1923年に病気で死亡した。1977年に建国勲章独立章が追贈された。

## 救国運動
救国運動の一環策で 1909年に呉基鎬ら同志10人と一緒にソウル斎洞で<檀君大皇祖神位>を祀る<檀君教佈明書>を公布したのが檀君教の嚆矢である。1年後、大倧教と改称する一方(信徒数2万名余へ増加)、北間島に支社を設置したが1914年には本社をその所に移して布教領域を満洲一帯まで広げた。
ここに脅威を感じた日本は1915年10月<宗教統制案>を公布して弾圧を露骨化し、教壇の存廃危機に逢着した。羅喆は翌1916年8月15日に九月山三聖祠で日本の暴政を痛嘆する遺書を残して自決した。
2代教主になり、総本司を東満洲の和竜に移転させた後、弘範規則を公布する一方、汪清県に秘密結社団体重光団を組織して、三・一独立運動後には、武装独立運動団体北路軍政署へ発展させ、1920年に青山里戦闘では大戦果をあげた。日本は報復として翌年に大討伐作戦を展開して幾多の教徒を無差別虐殺し、金教献は痛憤のあげく病死した。 
3代教主になった尹世復は、日本の圧力を受けた吉林省長張作相によって大宗教布教禁止令が出されると、総本司を昔の渤海の首府東京城に大宗学院を設立して大宗教書籍刊行会を発足させて『三一申告』、『終止講演』などを刊行した。しかし天殿建立を急ぐ中1942年11月に尹世復外20人の幹部が朝鮮独立を目的にした団体構成と言うのは罪目で日本警察に検挙され、拷問で獄死した。

## 金教献の歴史観
金教献は、朝鮮半島に存在した漢四郡は、実は朝鮮半島の外にあり、遼東半島に位置していたという、申采浩、朴殷植、李相龍と共通の多くの民族主義的主張を行った。

## 著書
- 《神檀民史》 - 1904年
- 《神檀実記》 - 1914年
- 《弘巌神兄朝天記》

## 参考リンク
- '김교헌', 《한국민족문화대백과》, 한국학중앙연구원